# Палмат
Палмат (лат. Palmatus) — политический деятель Западной Римской империи в правление императора Гонория.
Известен из адресованному ему императорами Гонорием и Феодосием II эдикту, написанному в Равенне.
29 марта 412 года (лат. IIII kal. april. (дата эдикта Гонория и Феодосия)) исполнял обязанности префекта Рима.
Возможно, что он и Vir clarissimus Нераций Палмат — одно и то же лицо, либо родственники.
Также возможно, что он упомянут в надписи, оставленной при восстановлении курии (Neratius Iu…).